# Atentado a la embajada de Corea del Norte en Lima de 1987
El atentado a la embajada de Corea del Norte en Lima fue un ataque terrorista ocurrido el 30 de abril de 1987 a las 10:15 horas (GMT 15:15) contra la residencia oficial de la delegación comercial del país asiático oriental en el Perú. El atentado dejó dos personas heridas.

## Antecedentes
Corea del Norte, al igual que China y la Unión Soviética, dio la espalda a la insurgencia comunista de Sendero Luminoso en el Perú, a pesar de las similitudes ideológicas de izquierda; principalmente por los intereses económicos norcoreanos en el país sudamericano durante el gobierno de Alan García. Aunque también Sendero Luminoso consideraba a esos países como revisionistas que no seguían la senda del marxismo y maoísmo ortodoxo, como lo demostró simbólicamente en el incidente de "los perros de Deng Xiaoping". 
En 1986 el gobierno peruano compró 10.000 AK-47 de origen soviético, más otros 10.000 rifles y 13 millones de balas al gobierno de Corea del Norte, estas armas estaban dirigidas para mejorar el armamento de la Guardia Civil del Perú para contrarrestar la insurgencia senderista.

## Descripción
El ataque inició en el medio día del 30 de abril de 1987, por un grupo de tres individuos, dos hombres y una mujer que llevaba un maletín que llegaron en un auto de marca Volkswagen. El grupo ingreso a la plaza exterior de la embajada en donde toparon el timbre del edificio principal, tomando de rehén a un trabajador peruano del sitio que respondió al timbre.
La mujer que liderada el ataque, llevaba en su maletín que pesaba 5 kilos que tenía entre 40 y 50 cartuchos de dinamita que fue instalada en la puerta principal interior de la embajada, que fue explosionada, afectando toda esa edificación y dos casas cercanas más. Aunque la explosión fue potente, al momento del atentado la embajada norcoreana se encontraba con poca presencia de personal, además del rehén, otro empleador del sitio resultaron heridos en la cara por los vidrios que salieron volando.
Los atacantes salieron huyendo en un automóvil, el representante norcoreano Kim Shan Sik al momento del atentado estaba en su casa privada en el centro de Lima. El jefe de la policía antiterrorista Agustín Mantilla dijo: "Este es el estilo de Sendero Luminoso" antes de que el grupo reivindicara el atentado.